# Peleteria similis
Peleteria similis là một loài ruồi trong họ Tachinidae.